# Aloysia citriodora
L'erba cedrina (Aloysia citriodora Palau) è una pianta arbustiva perenne della famiglia delle Verbenaceae. È detta anche verbena odorosa (da non confondere con la verbena comune Verbena officinalis), limoncina, erba luigia. 

## Etimologia
Il nome del genere (Aloysia) è un omaggio a Maria Luisa di Parma (1751-1819), moglie di Carlo IV di Spagna. L'epiteto specifico citrodora deriva dal latino e significa dal profumo di limone.

## Descrizione

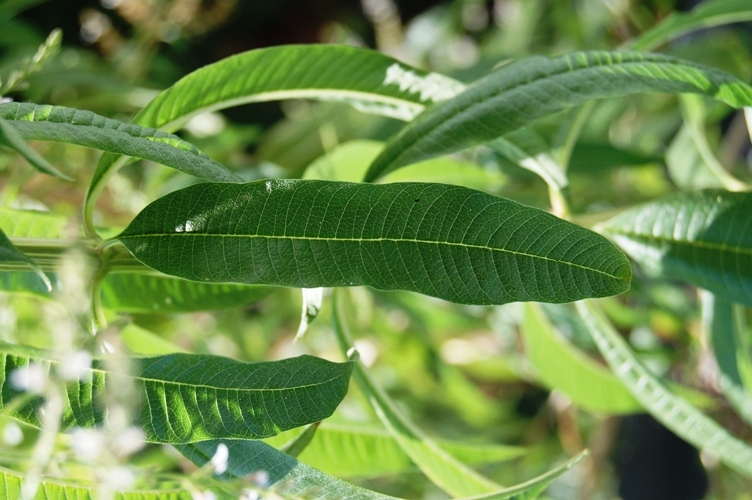
Foglie

È un arbusto che può raggiungere 1,5-3,0 m di altezza.
Le foglie, decidue, lanceolate, di colore verde chiaro, lunghe 5–7 cm, emanano un intenso profumo di agrumi, simile a quello della Melissa officinalis.
I fiori piccoli, di colore bianco o lilla pallido, sono raggruppati in infiorescenze a spiga lassa.

## Distribuzione e habitat
È originaria dell'America del sud: cresce allo stato selvatico in Ecuador, Perù, Cile, Bolivia e Argentina, da dove i  conquistadores la introdussero in Europa nel secolo XVII.

## Tassonomia
Aloysia citriodora fu descritta da Antonio Palau y Verdera e pubblicata nell'opera Parte práctica de Botánica 1: 768. 1784.

## Usi
Dalle foglie si estrae un olio essenziale, impiegato nell'industria cosmetica, ricco di composti volatili quali geraniolo, citrale e limonene. Foglie e fiori essiccati si possono usare per profumare armadi e ambienti.
In erboristeria si usa nella preparazione di tisane, infusi e impacchi. Si usa in cucina per fare liquori, marmellate, macedonie e come spezia. L'uso prolungato può però provocare disturbi allo stomaco, comprese le gastriti.
L'infusione viene usata come digestivo, carminativo e antispasmodico, in caso di dolori dello stomaco o indigestione. Si consuma anche come blando sedativo. Gli elementi utilizzati in infusione vengono raccolti due volte l'anno, in tarda primavera e inizio autunno. Vengono utilizzate foglie giovani e sommità fiorite.